# 슈퍼주니어M의 게스트하우스
《슈퍼주니어M의 게스트하우스》는 슈퍼주니어-M과 함께 골목 맛집부터 밤 문화까지 한국의 숨겨진 매력을 찾아보는 SBS TV 주말 버라이어티 프로그램이며 2014년 10월 26일부터 2015년 1월 18일까지 방송하였다.

## 투어 마스터
- 낮의 제왕: 동해
- 밤의 제왕: 규현
- 매운맛 RED: 성민
- 채식주의 GREEN: 려욱
- 초절약 99,000원!: 은혁 (최종 우승)
- 초특급 990,000원!: 헨리
- 만능 통역사,: 조미